# Kevin Rüegg
Pour les articles homonymes, voir Ruegg.
Kevin Rüegg, né le 5 août 1998 à Uster en Suisse, est un footballeur suisse, qui évolue au poste d'arrière droit au FC Bâle, en prêt du Hellas Vérone.

## Biographie
Né le 5 août 1998 à Uster dans le canton de Zurich, d’un père suisse et d’une mère camerounaise.

### En club

#### FC Zurich (2008-2020)
Kevin Rüegg commence le football à l’âge de sept ans au FC Greifensee, avant de rejoindre, à dix ans, le FC Zurich. Il fait ses débuts avec l'équipe professionnelle dans le championnat de Suisse le 23 juillet 2017, contre le club rival, Grasshopper. Il est titularisé au milieu de terrain et son équipe s'impose par deux buts à zéro.
En 2018, il devient le capitaine du FC Zurich.
Rüegg se blesse au genou à la fin du mois de mai 2019, ce qui le tient éloigné des terrains jusqu'au début de la saison 2019-2020.

#### Hellas Vérone (2020-2024)
Kevin Rüegg rejoint l'Italie et le club de l'Hellas Vérone le 28 août 2020 pour un contrat courant jusqu'en juin 2025.

##### Prêt au FC Lugano (2022)
Le 3 février 2022, il est prêté jusqu'au terme de la saison au Football Club Lugano.

##### Prêt au BSC Young Boys (2022-2023)
En juillet 2022, il est prêté pendant une saison au BSC Young Boys, soit jusqu'en juin 2023,,. YB ne lève pas l'option d'achat, il retournera donc au Hellas Vérone fin juin,.

##### Prêt au FC Bâle (2023-2024)
En septembre 2023, il est prêté avec option d'achat par le Hellas Vérone au FC Bâle qui a obtenu un prêt d'une année.

#### Transfert définitif au FC Bâle (depuis 2024)
Fin mai 2024, le FC Bâle lève l'option d'achat fait par l'Hellas Vérone.

### En équipe nationale
Avec les moins de 17 ans, il participe au championnat d'Europe des moins de 17 ans en 2014. Lors de cette compétition, il ne joue qu'un seul match, face à l'Allemagne.
Rüegg compte quatre sélections avec les moins de 19 ans, obtenues entre 2016 et 2017.
Kevin Rüegg reçoit sa première sélection avec l'équipe de Suisse espoirs le 5 septembre 2017, face à la Roumanie, lors d'une rencontre où les deux équipes se partagent les points (1-1).

## Statistiques
| Saison                | Club                  | Championnat           | Championnat | Championnat | Coupe(s) nationale(s) | Coupe(s) nationale(s) | Compétition(s) continentale(s) | Compétition(s) continentale(s) | Compétition(s) continentale(s) | Total | Total |
| Saison                | Club                  | Division              | M.          | B.          | M.                    | B.                    | Comp.                          | M.                             | B.                             | M.    | B.    |
| 2016-2017             | FC Zurich II          | Promotion League      | 16          | 1           | -                     | -                     | -                              | -                              | -                              | 16    | 1     |
| Sous-total            | Sous-total            | Sous-total            | 16          | 1           | -                     | -                     | -                              | -                              | -                              | 16    | 1     |
| 2016-2017             | FC Zurich             | Challenge League      | 9           | 0           | -                     | -                     | -                              | -                              | -                              | 9     | 0     |
| 2017-2018             | FC Zurich             | Super League          | 31          | 0           | 4                     | 1                     | -                              | -                              | -                              | 35    | 1     |
| 2018-2019             | FC Zurich             | Super League          | 26          | 2           | 4                     | 0                     | C3                             | 4                              | 0                              | 34    | 2     |
| 2019-2020             | FC Zurich             | Super League          | 23          | 1           | 1                     | 0                     | -                              | -                              | -                              | 24    | 1     |
| Sous-total            | Sous-total            | Sous-total            | 89          | 3           | 9                     | 1                     | -                              | 4                              | 0                              | 102   | 4     |
| Total sur la carrière | Total sur la carrière | Total sur la carrière | 105         | 4           | 9                     | 1                     | -                              | 4                              | 0                              | 118   | 5     |

## Palmarès
FC Zürich (2):
- Champion de Challenge League en 2017
- Vainqueur de la Coupe de Suisse en 2018

FC Lugano (1):
- Vainqueur de la Coupe de Suisse en 2022

BSC Young Boys (2):
- Champion de Super League en 2023
- Vainqueur de la Coupe de Suisse en 2023

FC Bâle (2)
- Champion de Super League en 2025
- Vainqueur de la Coupe de Suisse en 2025